# (158589) Snodgrass
(158589) Snodgrass est un astéroïde de la ceinture principale.

## Description
(158589) Snodgrass est un astéroïde de la ceinture principale. Il fut découvert le 23 juin 2002 à La Palma par Alan Fitzsimmons et Simon Collander-Brown. Il présente une orbite caractérisée par un demi-grand axe de 3,11 UA, une excentricité de 0,17 et une inclinaison de 9,3° par rapport à l'écliptique.

## Compléments